# Barbu grivelé
Psilopogon faiostrictus
Espèce
Statut de conservation UICN

 LC  : Préoccupation mineure
Le Barbu grivelé (Psilopogon faiostrictus, anciennement Megalaima faiostricta) est une espèce d'oiseaux de la famille des Megalaimidae dont l'aire de répartition s'étend de la Thaïlande, au Laos, au Cambodge, au Viêt Nam et au sud de la Chine.

## Habitat
Cet oiseau vit dans les forêts tropicales primaires à feuilles permanentes et parfois à feuilles caduques jusqu'à 900 m d'altitude.
Il reste dans la canopée.
Il évite autant que possible les parcelles en cours de régénération et les plantations.
Il est absent des lisières.

## Description
Le barbu grivelé mesure environ 24 cm de long.

## Alimentation
Le barbu grivelé est frugivore.
Il mange des baies et des fruits : figues, fruits des arbres du genre trema et du genre eugenia.

## Reproduction
Il creuse un nid dans une branche morte ou dans un tronc d'arbre vermoulu bien stable. La femelle y pond deux œufs.

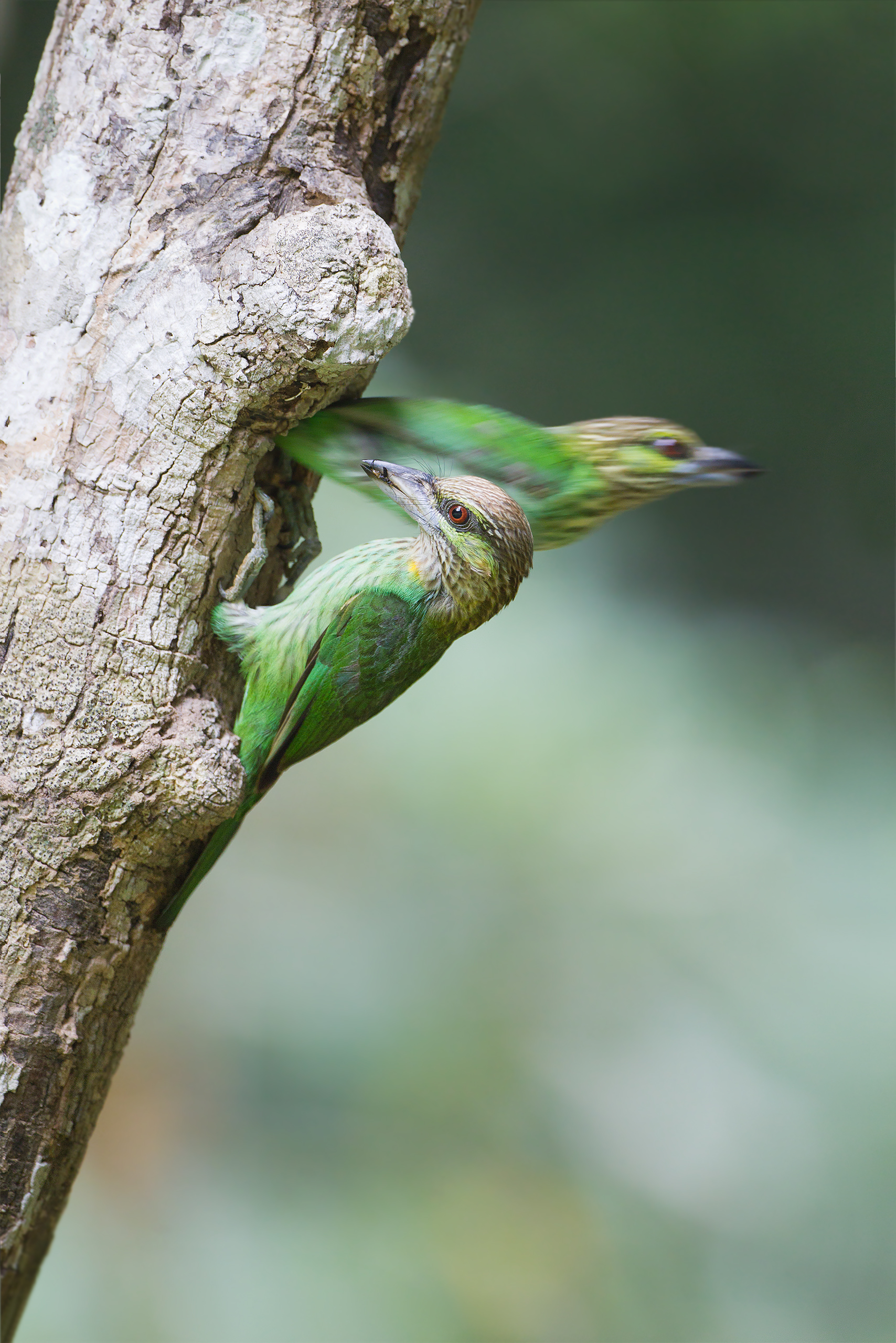
Deux barbus grivelés dont un sort du nid, parc national de Khao Yai, Thaïlande

## Liste des sous-espèces
D'après la classification de référence (version 5.2, 2015) du Congrès ornithologique international, cette espèce est constituée des deux sous-espèces suivantes (ordre phylogénique) :
- Psilopogon faiostrictus praetermissus (Kloss, 1918)
- Psilopogon faiostrictus faiostrictus (Temminck, 1832)